# Mattias Alexander von Ungern-Sternberg
Mattias Alexander von Ungern-Sternberg, född den 3 mars 1689 i Stockholm, död den 13 januari 1763 på Äs gods i Södermanland, var en svensk friherre, fältmarskalk, lantmarskalk  och politiker (Mösspartiet).

## Biografi
Mattias Alexander von Ungern-Sternberg var son till generallöjtnanten friherre Nils Alexander von Ungern-Sternberg  och friherrinnan Christina Beatrix Palbitzki. Han blev 1704 volontär och 1705 arklimästare vid amiralitetet och deltog från 1706 i Spanska tronföljdskriget, först i fransk och sedan i holländsk tjänst. År 1709 återvände han till Sverige och kämpade som frivillig i slaget vid Helsingborg 1710. Han blev kapten vid Livdragonerna 1712 och hade 1731 avancerat till överstelöjtnant vid Livregementet till häst.
Under frihetstiden började han delta i det politiska livet och slöt sig till mössorna. I 1741 års ryska krig deltog han till en början, men lämnade sin post för att bevista 1742 års riksdag och eftersom kritiken mot den misslyckade krigföringen gynnade mössorna, blev han vald till lantmarskalk. Hans avancemang i armén slutade med att han 1762 fick titeln generalmönsterherre för hela armén.
von Ungern-Sternberg invaldes 1747 som ledamot nummer 110 av Kungliga Vetenskapsakademien. Han var riddare av Serafimerorden (17 april 1748) och kommendör av Svärdsorden (16 april 1748).
Hans hustru sedan 1722 var grevinnan Beata Sophia Mörner af Morlanda (1690-1773).